# Salmo 94
El salmo 94  es, según la numeración hebrea, el nonagésimo cuarto salmo del Libro de los salmos de la Biblia. Corresponde al salmo 93 según la numeración de la Biblia Septuaginta griega, empleada también en la Vulgata latina. Por este motivo, recogiendo la doble numeración, a este salmo también se le refiere como el salmo 94 (93).
Es uno de los Salmos reales, Salmo 93 al Salmo 99, que alababan a Dios como el rey de su pueblo.

## Texto
- Principales textos fuente: Texto masorético , Septuaginta y Manuscritos del Mar Muerto .
- Este artículo consta de 23 versículos.
- En la versión de la Nueva Traducción de la Sociedad Bíblica de Indonesia, este salmo se titula "Dios, defensor de la justicia".
- Es un salmo en la serie de "Salmos" ( Salmos reales ), Salmo 93 - 99 , donde Dios es honrado como un rey por su pueblo.
- Este salmo advierte que los creyentes deben estar muy tristes al ver todas las injusticias, la crueldad y el mal en el mundo para que siempre recen a Dios para detener el triunfo del mal y reparar los errores. Jesús declaró que su pueblo elegido debería clamar día y noche a Dios que "Él los corregirá inmediatamente" ( Lucas 18: 7-8 ; también vea Apocalipsis 6: 10-11 ). El compromiso con la justicia y la simpatía por aquellos que son tratados injustamente deben hacernos orar para que Cristo regrese para gobernar la tierra de manera justa (Mateo 6:10).[1]

### Texto bíblico
La siguiente tabla muestra el texto en hebreo del salmo con vocales, junto con el texto en griego koiné de la Septuaginta y la traducción al español de la Biblia del Rey Jacobo. Tenga en cuenta que el significado puede diferir ligeramente entre estas versiones, ya que la Septuaginta y el texto masorético provienen de tradiciones textuales diferentes. En la Septuaginta, este salmo está numerado como Salmo 93.
| #  | Hebreo                                                 | Español | Griego                                                                                                  |
| -- | ------------------------------------------------------ | --- | --- |
| 1  | אֵל־נְקָמ֥וֹת יְהֹוָ֑ה אֵ֖ל נְקָמ֣וֹת הוֹפִֽיעַ׃                          | Oh Señor Dios, a quien pertenece la venganza; oh Dios, a quien pertenece la venganza, muéstrate.                                 | Ψαλμὸς τῷ Δαυΐδ, τετράδι σαββάτου. - ΘΕΟΣ ἐκδικήσεων Κύριος, Θεὸς ἐκδικήσεων ἐπαρρησιάσατο.             |
| 2  | הִ֭נָּשֵׂא שֹׁפֵ֣ט הָאָ֑רֶץ הָשֵׁ֥ב גְּ֝מ֗וּל עַל־גֵּאִֽים׃                        | Levántate, juez de la tierra: da su merecido a los soberbios.                                                                    | ὑψώθητι ὁ κρίνων τὴν γῆν, ἀπόδος ἀνταπόδοσιν τοῖς ὑπερηφάνοις.                                          |
| 3  | עַד־מָתַ֖י רְשָׁעִ֥ים ׀ יְהֹוָ֑ה עַד־מָ֝תַ֗י רְשָׁעִ֥ים יַעֲלֹֽזוּ׃                | Señor, ¿hasta cuándo, oh Señor, hasta cuándo se regocijarán los impíos?                                                          | ἕως πότε ἁμαρτωλοί, Κύριε, ἕως πότε ἁμαρτωλοὶ καυχήσονται,                                              |
| 4  | יַבִּ֣יעוּ יְדַבְּר֣וּ עָתָ֑ק יִ֝תְאַמְּר֗וּ כׇּל־פֹּ֥עֲלֵי אָֽוֶן׃                    | ¿Hasta cuándo hablarán y dirán cosas duras? ¿Hasta cuándo se jactarán todos los que hacen iniquidad?                             | φθέγξονται καὶ λαλήσουσιν ἀδικίαν, λαλήσουσι πάντες οἱ ἐργαζόμενοι τὴν ἀνομίαν;                         |
| 5  | עַמְּךָ֣ יְהֹוָ֣ה יְדַכְּא֑וּ וְֽנַחֲלָתְךָ֥ יְעַנּֽוּ׃                            | Destrozan a tu pueblo, oh Señor, y afligen a tu heredad.                                                                         | τὸν λαόν σου, Κύριε, ἐταπείνωσαν καὶ τὴν κληρονομίαν σου ἐκάκωσαν,                                      |
| 6  | אַלְמָנָ֣ה וְגֵ֣ר יַהֲרֹ֑גוּ וִ֖יתוֹמִ֣ים יְרַצֵּֽחוּ׃                         | Matan a la viuda y al extranjero, y asesinan al huérfano.                                                                        | χήραν καὶ ὀρφανὸν ἀπέκτειναν, καὶ προσήλυτον ἐφόνευσαν                                                  |
| 7  | וַ֭יֹּ֣אמְרוּ לֹ֣א יִרְאֶה־יָּ֑הּ וְלֹא־יָ֝בִ֗ין אֱלֹהֵ֥י יַעֲקֹֽב׃                  | Sin embargo, ellos dicen: «El Señor no lo verá, ni el Dios de Jacob lo tendrá en cuenta».                                        | καὶ εἶπαν· οὐκ ὄψεται Κύριος, οὐδὲ συνήσει ὁ Θεὸς τοῦ ᾿Ιακώβ.                                           |
| 8  | בִּ֭ינוּ בֹּעֲרִ֣ים בָּעָ֑ם וּ֝כְסִילִ֗ים מָתַ֥י תַּשְׂכִּֽילוּ׃                     | Entended, necios del pueblo, y vosotros, insensatos, ¿cuándo seréis sabios?                                                      | σύνετε δή, ἄφρονες ἐν τῷ λαῷ· καί, μωροί, ποτὲ φρονήσατε.                                               |
| 9  | הֲנֹ֣טַֽע אֹ֭זֶן הֲלֹ֣א יִשְׁמָ֑ע אִֽם־יֹ֥צֵֽר עַ֝֗יִן הֲלֹ֣א יַבִּֽיט׃                 | El que plantó el oído, ¿no oye? El que formó el ojo, ¿no ve?                                                                     | ὁ φυτεύσας τὸ οὖς οὐχὶ ἀκούει; ἢ ὁ πλάσας τὸν ὀφθαλμὸν οὐχὶ κατανοεῖ;                                   |
| 10 | הֲיֹסֵ֣ר גּ֭וֹיִם הֲלֹ֣א יוֹכִ֑יחַ הַֽמְלַמֵּ֖ד אָדָ֣ם דָּֽעַת׃                     | ¿Acaso no castiga el que castiga a las naciones? ¿Acaso no sabe el que enseña al hombre el conocimiento?                         | ὁ παιδεύων ἔθνη οὐχὶ ἐλέγξει; ὁ διδάσκων ἄνθρωπον γνῶσιν;                                               |
| 11 | יְֽהֹוָ֗ה יֹ֭דֵעַ מַחְשְׁב֣וֹת אָדָ֑ם כִּי־הֵ֥מָּה הָֽבֶל׃                        | El Señor conoce los pensamientos del hombre, que son vanidad.                                                                    | Κύριος γινώσκει τοὺς διαλογισμοὺς τῶν ἀνθρώπων ὅτι εἰσὶ μάταιοι.                                        |
| 12 | אַשְׁרֵ֤י ׀ הַגֶּ֣בֶר אֲשֶׁר־תְּיַסְּרֶ֣נּוּ יָּ֑הּ וּֽמִתּוֹרָתְךָ֥ תְלַמְּדֶֽנּוּ׃              | Bienaventurado el hombre a quien tú castigas, oh Señor, y le enseñas desde tu ley.                                               | μακάριος ὁ ἄνθρωπος, ὃν ἂν παιδεύσῃς, Κύριε, καὶ ἐκ τοῦ νόμου σου διδάξῃς αὐτὸν                         |
| 13 | לְהַשְׁקִ֣יט ל֭וֹ מִ֣ימֵי רָ֑ע עַ֤ד יִכָּרֶ֖ה לָרָשָׁ֣ע שָֽׁחַת׃                    | Para que le des descanso de los días de adversidad, hasta que se cave la fosa para los impíos.                                   | τοῦ πραΰναι αὐτὸν ἀφ᾿ ἡμερῶν πονηρῶν, ἕως οὗ ὀρυγῇ τῷ ἁμαρτωλῷ βόθρος.                                  |
| 14 | כִּ֤י ׀ לֹא־יִטֹּ֣שׁ יְהֹוָ֣ה עַמּ֑וֹ וְ֝נַחֲלָת֗וֹ לֹ֣א יַעֲזֹֽב׃                   | Porque el Señor no desechará a su pueblo, ni abandonará su heredad.                                                              | ὅτι οὐκ ἀπώσεται Κύριος τὸν λαὸν αὐτοῦ καὶ τὴν κληρονομίαν αὐτοῦ οὐκ ἐγκαταλείψει,                      |
| 15 | כִּֽי־עַד־צֶ֭דֶק יָשׁ֣וּב מִשְׁפָּ֑ט וְ֝אַחֲרָ֗יו כׇּל־יִשְׁרֵי־לֵֽב׃                 | Pero el juicio volverá a la justicia, y todos los rectos de corazón lo seguirán.                                                 | ἕως οὗ δικαιοσύνη ἐπιστρέψῃ εἰς κρίσιν καὶ ἐχόμενοι αὐτῆς πάντες οἱ εὐθεῖς τῇ καρδίᾳ. (diáspelo).       |
| 16 | מִֽי־יָק֣וּם לִ֭י עִם־מְרֵעִ֑ים מִי־יִתְיַצֵּ֥ב לִ֝֗י עִם־פֹּ֥עֲלֵי אָֽוֶן׃           | ¿Quién se levantará por mí contra los malhechores? ¿Quién se pondrá de mi parte contra los que hacen iniquidad?                  | τίς ἀναστήσεταί μοι ἐπὶ πονηρευομένοις; ἢ τίς συμπαραστήσεταί μοι ἐπὶ τοὺς ἐργαζομένους τὴν ἀνομίαν;    |
| 17 | לוּלֵ֣י יְ֭הֹוָה עֶזְרָ֣תָה לִּ֑י כִּמְעַ֓ט ׀ שָׁכְנָ֖ה דוּמָ֣ה נַפְשִֽׁי׃              | Si el Señor no me hubiera ayudado, mi alma habría permanecido en silencio.                                                       | εἰ μὴ ὅτι Κύριος ἐβοήθησέ μοι, παρὰ βραχὺ παρῴκησε τῷ ᾅδῃ ἡ ψυχή μου.                                   |
| 18 | אִם־אָ֭מַרְתִּי מָ֣טָה רַגְלִ֑י חַסְדְּךָ֥ יְ֝הֹוָ֗ה יִסְעָדֵֽנִי׃                    | Cuando dije: «Mi pie resbala», tu misericordia, oh Señor, me sostuvo.                                                            | εἰ ἔλεγον· σεσάλευται ὁ πούς μου, τὸ ἔλεός σου, Κύριε, ἐβοήθει μοι.                                     |
| 19 | בְּרֹ֣ב שַׂרְעַפַּ֣י בְּקִרְבִּ֑י תַּ֝נְחוּמֶ֗יךָ יְֽשַׁעַשְׁע֥וּ נַפְשִֽׁי׃                   | En la multitud de mis pensamientos dentro de mí, tus consuelos alegran mi alma.                                                  | Señor, en la multitud de mis dolores en mi corazón, tus consuelos alegraron mi alma.                    |
| 20 | הַֽ֭יְחׇבְרְךָ כִּסֵּ֣א הַוּ֑וֹת יֹצֵ֖ר עָמָ֣ל עֲלֵי־חֹֽק׃                        | ¿Tendrá comunión contigo el trono de la iniquidad, que traza el mal por ley?                                                     | μὴ συμπροσέστω σοι θρόνος ἀνομίας, ὁ πλάσσων κόπον ἐπὶ πρόσταγμα.                                       |
| 21 | יָ֭גוֹדּוּ עַל־נֶ֣פֶשׁ צַדִּ֑יק וְדָ֖ם נָקִ֣י יַרְשִֽׁיעוּ׃                      | Se reúnen contra el alma del justo y condenan la sangre inocente.                                                                | θηρεύσουσιν ἐπὶ ψυχὴν δικαίου καὶ αἷμα ἀθῷον καταδικάσονται.                                            |
| 22 | וַיְהִ֬י יְהֹוָ֣ה לִ֣י לְמִשְׂגָּ֑ב וֵ֝אלֹהַ֗י לְצ֣וּר מַחְסִֽי׃                    | Pero el Señor es mi defensa; y mi Dios es la roca de mi refugio.                                                                 | καὶ ἐγένετό μοι Κύριος εἰς καταφυγὴν καὶ ὁ Θεός μου εἰς βοηθὸν ἐλπίδος μου·                             |
| 23 | וַיָּ֤שֶׁב עֲלֵיהֶ֨ם ׀ אֶת־אוֹנָ֗ם וּבְרָעָתָ֥ם יַצְמִיתֵ֑ם יַ֝צְמִיתֵ֗ם יְהֹוָ֥ה אֱלֹהֵֽינוּ׃ | Y él les hará recaer sobre ellos su propia iniquidad, y los exterminará en su maldad; sí, el Señor nuestro Dios los exterminará. | καὶ ἀποδώσει αὐτοῖς Κύριος τὴν ἀνομίαν αὐτῶν, καὶ κατὰ τὴν πονηρίαν αὐτῶν ἀφανιεῖ αὐτοὺς Κύριος ὁ Θεός. |

## Comentarios

### De la Iglesia católica

#### A todo el salmo
Este salmo presenta a Dios como juez universal, título que refuerza su realeza ya proclamada en el salmo anterior. El ejercicio del juicio corresponde al rey, por lo que esta composición continúa siendo un canto a la soberanía divina. Mantiene elementos sapienciales ya presentes en otros salmos, lo que hace de esta oración también un espacio de reflexión y enseñanza. El salmista invoca a Dios pidiendo que actúe como juez (vv. 1-2) y le expone la injusticia sufrida por el pueblo a manos de quienes, con arrogancia, creen que Dios no toma en cuenta sus acciones (vv. 3-7). Luego se dirige a estos opresores para mostrarles su error (vv. 8-11). A continuación, proclama la dicha de quienes siguen la Ley del Señor (vv. 12-15), comparte su testimonio personal de fe (vv. 16-19) y reafirma su esperanza en la justicia divina (vv. 20-23). Este juicio divino anunciado en el salmo encuentra su plena realización en Jesucristo, cuya venida revela y juzga las intenciones más profundas del ser humano, cumpliendo así el anhelo del salmista.

#### A los versículos 1-15
El texto que dice que «Dios que haces justicia» traduce literalmente «Dios de las venganzas», expresión que indica al Dios que reestablece el orden justo, no solo en Israel, sino en toda la tierra. El salmista describe el sufrimiento del pueblo y la arrogancia de los malvados con expresiones comunes en la literatura sapiencial (cf. Sal 73), para ofrecer una enseñanza. Si Dios creó al ser humano, ¿cómo no va a conocer incluso sus pensamientos más profundos? Ante la afirmación de que Dios no ve (v. 9), se reafirma que Él sí observa, protege a los suyos y actúa con justicia. La contraposición entre el temor del Señor y la muerte es típica del lenguaje sapiencial. San Pablo verá en el v. 14 una prueba de que, aunque el pueblo judío no haya reconocido a Cristo, Dios no lo ha rechazado, porque sigue siendo su pueblo (cf. Rm 11,2).

#### A los versículos 16-23
Las preguntas del versículo 16 encuentran su respuesta en el Señor, quien ya ha intervenido en el pasado a favor de su pueblo. Esta estrofa anima a confiar en Dios como único sostén y consuelo, en lugar de buscar seguridad en aquello que aparta de Él.

¿Por qué abocarte a beber en las charcas de los consuelos mundanos si puedes saciar tu sed en aguas que saltan hasta la vida eterna?.

Dios no puede actuar con injusticia (v. 20), y aunque parezca que guarda silencio ante el mal (v. 21), intervendrá en el momento oportuno. Así lo expresa el salmista con firme confianza (vv. 22-23). En el versículo 22, donde el texto hebreo dice «será para mí…», la traducción de los Setenta y la Vulgata optan por «ha llegado a ser…». Esta formulación fue usada por comentaristas cristianos para expresar la generación eterna del Hijo por parte del Padre, destacando su existencia sin principio.

Este versículo es eficaz contra los arrianos. En realidad porque son hostiles al Señor, al Salvador, ya que dicen que “ha sido hecho”; pero nosotros lo rebatimos: el Señor ha llegado a ser para mí una fortaleza. Nadie puede dudar de que estas palabras deben entenderse del Padre. Pero cuando se afirma del Padre el Señor ha llegado a ser para mí una fortaleza, hay que entenderlo así: “el Señor, que siempre ha sido, ha llegado a ser para mí una fortaleza”. Así también con el Salvador, que siempre ha sido, pero ha llegado a ser Salvador para mí.

## Estructura
El erudito del Antiguo Testamento Hermann Gunkel propone la siguiente estructura antes:

### Versículos 1-7: Lamento de la gente
Versículo. 1 f .: introducción "grito de ayuda"
Versículos 3–7: Lamentando a tus enemigos:
Versículo 4: triunfas
Versículo 5: humillan a la gente de YHWH
Versículo 6: matan a los indefensos
Versículo 7: no tienes miedo del juicio divino

### Versículos 8-11: Sermón a Dios despreciado
Versículo 8: introducción
Versículos 9-11: Pieza principal del sermón: hay uno que reprende a las naciones

### Versículos 12-15: Consuelo a los piadosos.
Versículo 12 f .: bendición
Versículo 14 f .: certeza 

### Versículos 16-23: lamento de un individuo
Versículo 16: Lamento
Versículos 17-19: Memoria de la ayuda de Dios
Versículo 20 f .: lamento de nuevo
Versículo 22 f .: certeza de la respuesta

## Citas
Ferdinand Hitzig basa el salmo en la narrativa de Backides y Alkimos en el primer libro de los Macabeos 7,8 y sigs. UE. Bernhard Duhm data el salmo del período bajo Alejandro Janneo . Hermann Gunkel no ve ningún valor científico en estas fechas.

## Usos

### Judaísmo
- Se recita en su totalidad, junto con los primeros tres versículos del Salmo 95, como el salmo del día para el Shir Shel Yom del miércoles.[12]
- Se recita el quinto día de Sucot.[13]
- El versículo 1 es parte de Mishnah Tamid 7: 4.[14]
- Los versículos 1-2 son los versos sexto y séptimo de V'hu Rachum en Pesukei Dezimra .[15]
- El verso 14 es el decimosexto verso de Yehi Kivod en Pesukei Dezimra.[16]

### Nuevo Testamento
- El versículo 11 se cita en I Corintios 3:20[17]
- El versículo 14 se cita en Romanos 11: 1, 2

### Iglesia católica
Este salmo se reza en la hora media de la Liturgia de las horas los miércoles de la cuarta semana. Para facilitar la comprensión se le asigna a cada salmo un título en rojo (rúbrica) que no forma parte del salmo. El título del Salmo 94 es Invocación a la justicia de Dios contra los opresores.

### Música
El alumno de Franz Liszt, Julius Reubke, escribió una Sonata masiva en el 94º Salmo para órgano. Es un elemento básico del repertorio de órganos.

### Literatura
La historiadora israelí Dina Porat tituló su libro sobre organización extremista judía Nakam que buscaba venganza por el Holocausto "La venganza y la retribución son mías " para expresar su creencia de que los humanos deberían dejar venganza por Dios.